# Diclorobromometano
Il diclorobromometano (o bromodiclorometano) è un trialometano di formula CHBrCl2.

In laboratorio era tradizionalmente utilizzato come solvente per grassi e cere; attualmente è impiegato come reagente o intermedio di reazione nelle sintesi organiche.

Industrialmente è utilizzato come ritardante di fiamma.